# Milan Hejný

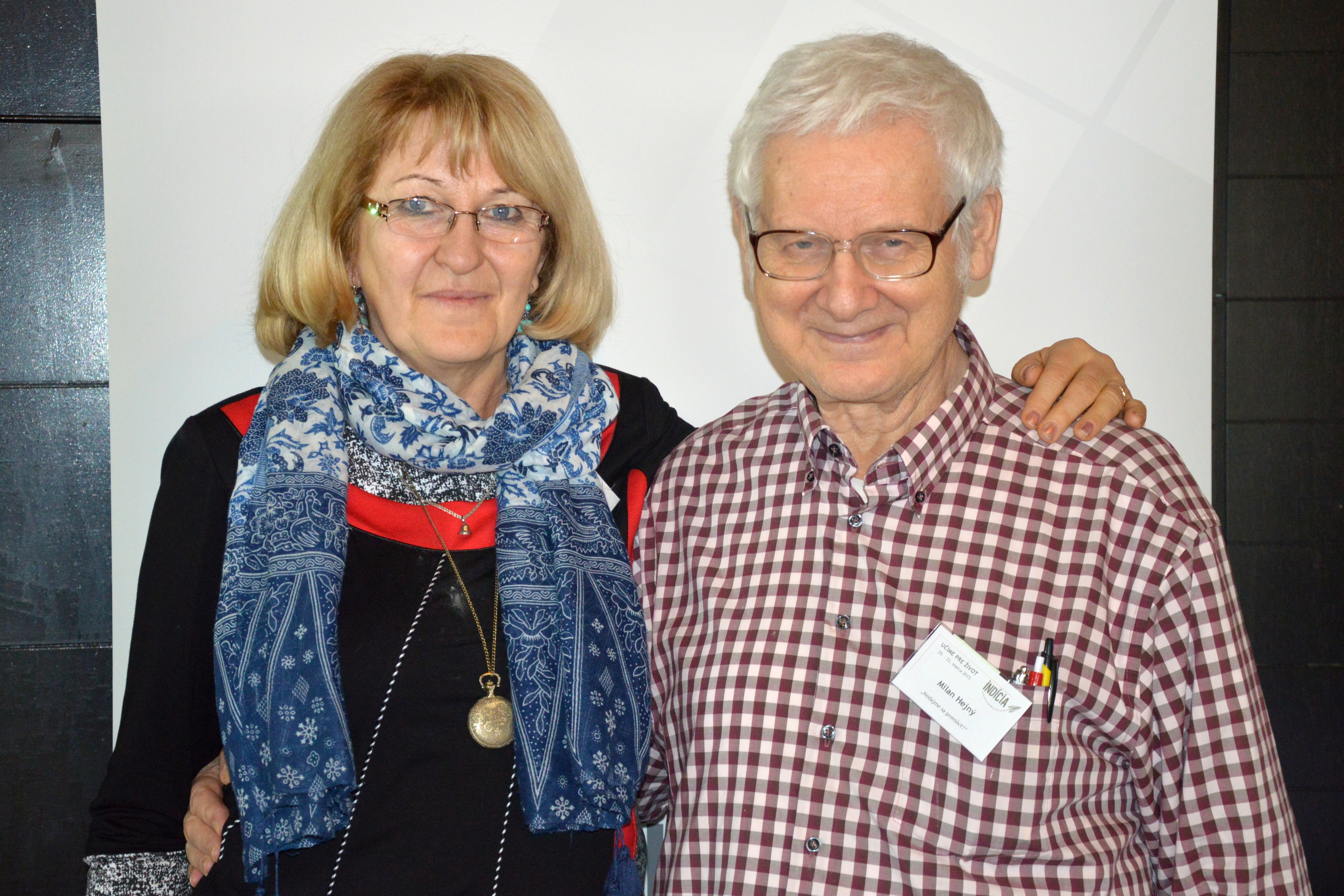
Milan Hejný

Milan Hejný (* 23. května 1936 Martin) je český a slovenský matematik, odborník na didaktiku matematiky, profesor Pedagogické fakulty UK v Praze. Syn pedagoga Víta Hejného a herečky Nadi Hejné, synovec politika Ivana Pietora a pravnuk novináře Ambro Pietora.

## Život
Roku 1959 absolvoval Matematicko-fyzikální fakultu Univerzity Karlovy, potom působil na ČVUT v Praze, VŠD v Žilině, MFF UK v Bratislavě a od roku 1991 přednáší na Pedagogické fakultě UK v Praze. V letech 1975–1979 a 1983–1989 experimentálně vyučoval matematiku na ZŠ. Rok působil jako hostující profesor na Concordia University v Montréalu (Kanada) a půl roku na Central Michigan University v USA. V devadesátých letech byl náměstkem slovenského ministra školství, od roku 1991 je profesorem na Pedagogické fakultě UK v Praze. Jeho výzkumný tým zde rozpracoval teorii generického modelu a koncipoval „scheme-oriented“ edukační teorii čili teorii vyučování, orientovaného na budování schémat (VOBS). Tento tým zpracoval v letech 2006–2010 pro Nakladatelství Fraus řadu učebnic matematiky pro 1. stupeň ZŠ. V roce 2013 založil obecně prospěšnou společnost H-mat, o.p.s., která má rozvíjet a šířit jím a jeho otcem započaté dílo. V roce 2014 byla jeho výuka orientovaná na budování schémat rozšířená na 19% českých škol.

## Dílo
Prof. Hejný je autorem nebo spoluautorem 16 matematických publikací a více než 270 publikací z didaktiky matematiky, včetně 13 často citovaných knih. Přednášel na 13 zahraničních univerzitách a na více než 30 mezinárodních konferencích, byl a je řešitelem nebo spoluřešitelem 7 domácích a 4 mezinárodních grantových projektů, je členem redakční rady časopisu Educational Studies in Mathematics a redakční rady nakladatelství Kluwer pro sérii Mathematics Teacher Education.
Mezi jeho hlavní vědecké výsledky v oblasti didaktiky matematiky patří:
- Metoda genetické paralely, která se snaží, aby žák postupoval obdobně, jako tomu bylo v historickém vývoji matematiky.
- Metoda atomární analýzy je nástroj pro zkoumání záznamů řešitelských procesů žáka.
- Teorie generického modelu popisuje postup poznávacího procesu, umožňuje diagnostikovat deformované matematické představy žáka a dává podněty k tvorbě reedukačních postupů.
- Teorie vyučování zaměřeného na budování schémat (Schema-oriented education).

Jeho metoda pro výuku matematiky je založena na teorii generických modelů a vede žáky k vytváření obecných modelů a schémat. Vychází z poznatků jeho otce Víta Hejného (jako reakce na Hlinkův slovenský režim) a z vlastní zkušenosti jako učitele matematiky na základní škole v Bratislavě. Spočívá v tom, že učitel zadává žákům zajímavé úlohy a nechá je společně řešit. Žáci si musí sami vytvářet "generické modely" řešení úloh a tato činnost je musí bavit. Milan Hejný s týmem PedF UK zpracoval řadu učebnic matematiky pro první stupeň ZŠ včetně příruček pro učitele. Metoda má četné zastánce, ale i kritiky.
| „          | Škola si myslí, že vím jen to, co jsem se naučil. Omyl. Umím to, co jsem zažil. | “ |
| — M. Hejný |                                                                                 |   |

## Kritika Hejného metody
Výsledky Hejného metody a její samotné použití na českých školách jsou předmětem dlouhodobějšího sporu a mají hodně kritiků. Metodu kritizovali kromě jiného někteří matematici, podle nichž je její zavádění do škol bez dostatečných dat o dosahovaných výsledcích nebezpečným experimentem; podle Vlastimila Dlaba může dokonce vyvolat duševní poruchy u žáků a v podstatě se ani nejedná o novou metodu – spíše o sebrání zkušeností dobrých učitelů. Předseda Společnosti učitelů matematiky Eduard Fuchs v minulosti uvedl, že metoda bude vždy menšinová a při nepochopení podstaty jsou výsledky neradostné. Podle některých hlasů děti zaostávají například v počtech a násobilce. Metoda byla v minulosti předmětem různých argumentačních duelů a prověřování jejích výsledků. Luboš Motl tvrdí, že sice může vést k lepšímu vztahu dětí k matematice, ale nevede k lepším výsledkům.

## Ocenění
Je čestný člen Jednoty českých matematiků a fyziků, čestný člen Jednoty slovenských matematiků a fyziků a nositel zlaté plakety Fakulty matematiky, fyziky a informatiky Komenského univerzity v Bratislavě. V roce 2010 mu byla udělena Medaile MŠMT I. stupně za dlouhodobou vynikající pedagogickou činnost. V roce 2012 obdržel v rámci projektu „Českých 100 nejlepších“ ocenění „MathProf ONE“. V roce 2013 mu byla v rámci projektu "Matematika s chutí" udělena zvláštní cena. V roce 2014 mu Mensa České republiky udělila Čestné uznání. Svaz průmyslu a dopravy ČR ocenil jeho celoživotní přínos v rámci Roku průmyslu a technického vzdělávání v roce 2015. V roce 2017 byl oceněn za celoživotní přínos vzdělávání uvedením do Auly sály, která je součástí výročních cen Eduína. Spolu se svojí organizací H-mat, o.p.s. byl nejdříve v roce 2014 oceněn cenou EDUína a v roce 2019 i superEDUína za vzornou implementaci a šíření principů, které mají přesah daleko mimo matematiku. V roce 2022 mu byl udělet čestný titul emeritního profesora Univerzity Karlovy.